# Вільногірськ
Вільногі́рськ — місто у Дніпропетровській області, у Кам'янському районі, розташоване у верхів'ї річки Домоткань, на відстані 95,8 км на захід від обласного центру (автошляхами Н08, Т 0429 та Т 0415). Населення на 12 серпня 2024 року становить 19 тис. осіб. Є адміністративним центром Вільногірської міської громади.

## Географія
Місто належить Кам'янському районові, розташоване за 62 км від районного центру автодорогою Т 0415, Т 0429 і Т 0412. Лежить на одному з витоків річки Самоткань. Місто є адміністративним центром Вільногірської міської громади. Через місто проходять автомобільні дороги Т 0415 і Т 0423, а також залізниця, станція Вільногірськ.

## Історія

Стела на честь заснування міста

Виникнення Вільногірська пов'язане із промисловим освоєнням покладів титанових руд — циркон-рутил-ільменітового родовища біля витоків Самоткані. У квітні 1956 року було ухвалено рішення про будівництво гірничо-металургійного комбінату і робітничого селища.
12 серпня 1956 року є офіційною датою заснування (будівництво з липня) Вільногірська.
16 червня 1958 року рішенням виконавчого комітету Дніпропетровської обласної ради населеному пункту при будівництві гірничо-металургійного комбінату була присвоєна назва Вільногірська, оскільки селище виникло поблизу станції Вільні Хутори (та по гірничо-металургійному комбінату).
З 1965 року Вільногірськ місто Верхньодніпровського району, з 1990 року місто обласного підпорядкування Дніпропетровської області.
У 2020 після реформи місто стало адміністративним центром Вільногірської міської громади та увійшло у склад Кам'янського району.

## Населення
Розподіл населення за віком та статтю (2001):
| Стать | Всього | До 15 років | 15-24 | 25-44 | 45-64 | 65-85 | Понад 85 |
| --- | ------ | ----------- | ----- | ----- | ----- | ----- | -------- |
| Чоловіки | 11 217 | 2127        | 1621  | 3765  | 2794  | 891   | 19       |
| Жінки | 12 863 | 2088        | 1626  | 3963  | 3755  | 1358  | 73       |
| \| Статево-вікова піраміда \| Статево-вікова піраміда \| Статево-вікова піраміда \| \| ----------------------- \| ----------------------- \| ----------------------- \| \| Чоловіки \| Вік \| Жінки \| \| 19 \| 85 + \| 73 \| \| 27 \| 80-84 \| 102 \| \| 133 \| 75-79 \| 261 \| \| 261 \| 70-74 \| 418 \| \| 470 \| 65-69 \| 577 \| \| 958 \| 60-64 \| 1302 \| \| 529 \| 55-59 \| 795 \| \| 601 \| 50-54 \| 843 \| \| 706 \| 45-49 \| 815 \| \| 911 \| 40-44 \| 1013 \| \| 1031 \| 35-39 \| 1055 \| \| 899 \| 30-34 \| 992 \| \| 924 \| 25-29 \| 903 \| \| 788 \| 20-24 \| 790 \| \| 833 \| 15-20 \| 836 \| \| 922 \| 10-14 \| 945 \| \| 688 \| 5-9 \| 680 \| \| 517 \| 0-4 \| 463 \| |        |             |       |       |       |       |          |
| Статево-вікова піраміда |        |             |       |       |       |       |          |
| Чоловіки | Вік    | Жінки       |       |       |       |       |          |
| 19 | 85 +   | 73          |       |       |       |       |          |
| 27 | 80-84  | 102         |       |       |       |       |          |
| 133 | 75-79  | 261         |       |       |       |       |          |
| 261 | 70-74  | 418         |       |       |       |       |          |
| 470 | 65-69  | 577         |       |       |       |       |          |
| 958 | 60-64  | 1302        |       |       |       |       |          |
| 529 | 55-59  | 795         |       |       |       |       |          |
| 601 | 50-54  | 843         |       |       |       |       |          |
| 706 | 45-49  | 815         |       |       |       |       |          |
| 911 | 40-44  | 1013        |       |       |       |       |          |
| 1031 | 35-39  | 1055        |       |       |       |       |          |
| 899 | 30-34  | 992         |       |       |       |       |          |
| 924 | 25-29  | 903         |       |       |       |       |          |
| 788 | 20-24  | 790         |       |       |       |       |          |
| 833 | 15-20  | 836         |       |       |       |       |          |
| 922 | 10-14  | 945         |       |       |       |       |          |
| 688 | 5-9    | 680         |       |       |       |       |          |
| 517 | 0-4    | 463         |       |       |       |       |          |

### Національний склад
Розподіл населення за національністю за даними перепису 2001 року:
| Національність  | Відсоток |
| --------------- | -------- |
| українці        | 85.82%   |
| росіяни         | 12.66%   |
| білоруси        | 0.84%    |
| молдовани       | 0.12%    |
| вірмени         | 0.10%    |
| інші/не вказали | 0.46%    |

### Мова
Розподіл населення за рідною мовою за даними перепису 2001 року:
| Мова            | Кількість | Відсоток |
| --------------- | --------- | -------- |
| українська      | 19590     | 81.35%   |
| російська       | 4398      | 18.26%   |
| білоруська      | 59        | 0.25%    |
| інші/не вказали | 33        | 0.14%    |
| Усього          | 24080     | 100%     |

## Економіка
Містоутворююче підприємство (98,2 % валового продукту міста) — Філія «Вільногірський гірничо-металургійний комбінат» Державного підприємства «Об'єднана гірничо-хімічна компанія», що є одним з провідних підприємств металургійної галузі України з виробництва концентратів рідкісних металів. Комбінат забезпечує сировиною такі галузі економіки, як хімічна, електротехнічна та машинобудівна. Основним структурним підрозділом є гірниче виробництво, яке здійснює виробку родовища відкритим способом із наступною рекультивацією земель. Також є збагачувальне виробництво — дезінтеграція та обезшламлювання розсипу, гравітаційне, електричне та магнітне збагачування, металургійне виробництво — хіміко-металургійні процеси переробки концентратів із виділенням сполучень цирконію, сульфату цирконію, чотирихлористого кремнію. Сьогодні комбінат випускає понад 50 видів продукції, яка експортується за кордон. У 1995 році комбінат став членом Міжнародного клубу торговельних лідерів, у 1996 році його удостоєно міжнародного призу «Золотий глобус».
На місцевій сировині працюють такі підприємства, як ЗАТ «Вільногірське скло», ТОВ з ІІ «Кольорові метали», ВАТ «Вільногірський завод залізобетонних виробів».
Підприємства міста випускають залізобетонні конструкції, розчин, бетон, скляну тару, цеглу, гофротару.

## Заклади освіти та культури
У місті є два вищих професійних заклади: Вільногірський технікум Національної металургійної академії України та «Західно-Дніпровський центр професійно-технічної освіти».
Також працюють 4 загальноосвітні школи, центр профільного навчання та дитячої творчості, музична школа, 5 дошкільних навчальних закладів. Є дитячо-юнацька спортивна школа та спортивний комплекс із басейном та стадіоном.
Мережу закладів культури становлять 2 бібліотеки, школа мистецтв, центр дозвілля, виставкова зала. Найвідоміший заклад культури у Вільногірську — палац культури «Металург», у якому працює 14 колективів художньої самодіяльності.

## Пам'ятки
- Алея слави — алея, викладена зі спеціальної кам'яної плитки червоного кольору. Відкрита 9 травня 2005 на честь 60-річчя перемоги СРСР у Німецько-радянській війні
- Пам'ятник «Гармата» — гармата часів Німецько-радянської війни, розташована в парку культури та відпочинку. Відкрита 9 травня 2005 року на честь 60-річчя перемоги СРСР у Німецько-радянській війні
- Пам'ятник «Якір» — залізний якір, встановлений на честь суховантажу «Вільногірськ» (затонув у 2007)
- Пам'ятник Т. Г. Шевченку — бюст великого українського письменника.
- Пам'ятник Віктору Вікторовичу Варену — першому директору Вільногірського ГМК — встановлено біля центральної прохідної комбінату.
- Пам'ятник Мамонтову, засновнику міста
- Пам'ятник Тарасову, льотчик
- Пам'ятник Гагаріну, космонавт

## Відомі уродженці
- Бандурченко Олег Миколайович (1959-2022) - командир мінометної батареї Збройних сил України, учасник російсько-української війни.
- Голубєв Денис Григорович (1983—2015) — прапорщик Збройних сил України, учасник російсько-української війни.
- Горобець Сергій Валерійович (1986—2014) — солдат Збройних сил України, учасник російсько-української війни.
- Простяков Владислав Дмитрович (1996—2018) — солдат Збройних сил України, учасник російсько-української війни.
- Рященко Іван Вікторович (1983—2018) — молодший сержант Збройних сил України, учасник російсько-української війни.
- Гайдук Сергій Анатолійович (1963 р.н.) — віцеадмірал, командувач ВМС України (7 березня 2014 — 15 квітня 2016).
- Цой Віталій Ігорович (1979—2022) — сержант Збройних Сил України, учасник російсько-української війни, що загинув у ході російського вторгнення в Україну у 2022 році.

### Проживали
- Широкий Геннадій В'ячеславович (1969—2018) — старший солдат Збройних сил України, учасник російсько-української війни.